# Guy Baer
Pour les articles homonymes, voir Baer.
Guy Baer, né à La Tour-de-Peilz le 8 février 1897 et mort à Vevey, le 22 mai 1985, est un peintre suisse.

## Biographie
Il fait sa première exposition en 1919 à Vevey, à la Galerie Seiler, en compagnie de Steven-Paul Robert, son ami depuis l’adolescence. Ensemble, ils participent en 1921, avec Gaston Vaudou, à la fondation de la Société des Arts de Vevey, qui deviendra « Arts et Lettres ». Baer est aussi membre du groupe « Le Disque », avec S.-P. Robert, Jean Viollier et d'autres peintres romands. 
Il expose en 1927 au Salon des Indépendants une Étude. 
Par ailleurs, en 1968, il donne au Musée Jenish une série de dix aquarelles d'Albert Anker.